# Viareggio Calcio
El Viareggio Calcio es un club de fútbol de Italia, con sede en Viareggio, en la región de Toscana. Fue fundado en 1919, y refundado en varias ocasiones. Compite en la Eccellenza Toscana, quinta categoría del fútbol italiano.

## Historia
Fue fundado en el año 1919 en la ciudad de Viareggio con el nombre de Viareggio Calcio, el cual formó parte de la Serie C en la década de los años 1990s y se declaró en bancarrota en el año 2002, aunque fue refundado con el nombre actual un año más tarde.
En la temporada 2005/06 se hizo con la Coppa Italia Dilettanti tras derrotar por 2 a 1 al Real Ippogrifo Sarnese.
En la temporada 2008/09 ascendieron a la Lega Pro Seconda Divisione por primera vez en su historia, aunque en su primera temporada estuvo en la zona de descenso, pero en la temporada 2010/11 lograron el ascenso a la Lega Pro Prima Divisione.

## Estadio

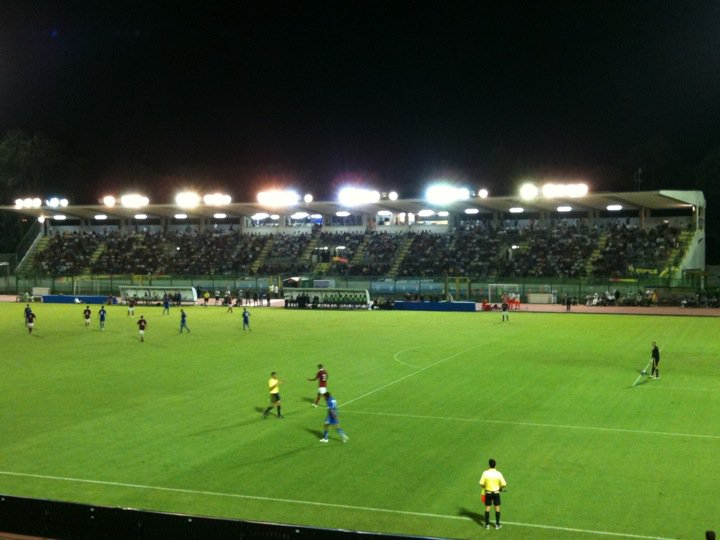
Estadio Torquato Bresciani,

El Viareggio juega sus encuentros de local en el Estadio Torquato Bresciani, con capacidad para 5.000 espectadores.

## Palmarés

### Torneos nacionales
- Tercera División (1): 1932-33 (Grupo C)
- Copa Italia de Aficionados (1): 2005-06

### Torneos interregionales
- Serie D (3): 1959-60 (Grupo D), 1967-68 (Grupo E), 2006-07 (Grupo E)
- Campionato Interregionale (1): 1989-90 (Grupo E)
- Campionato Nazionale Dilettanti (1): 1996-97 (Grupo A)

### Torneos regionales
- Eccellenza Toscana (3): 1994-95 (Grupo A), 2005-06 (Grupo A), 2014-15 (Grupo A)
- Promozione (1): 1919-20 (Grupo Toscana)
- Prima Divisione Toscana (1): 1942-43 (Grupo B)
- Copa Italia de Aficionados Toscana (1): 2005-06
- Promozione Toscana (2): 1954-55 (Grupo A), 2023-24 (Grupo A)
- Prima Categoria Toscana (1): 2022-23 (Grupo A)
- Seconda Categoria Toscana (1): 2021-22 (Grupo A)